# Tarsier spectre
Tarsius tarsier, Tarsius spectrum · Tarsier des Célèbes
Espèce
Synonymes
- Tarsius spectrum (Pallas, 1779)

Statut de conservation UICN

 VU A2c : Vulnérable
Statut CITES
Le tarsier spectre (Tarsius tarsier ou Tarsius spectrum) est une espèce de primates de la famille des Tarsiidae. On le trouve surtout en Indonésie, dans les Célèbes (Sulawesi) et sur l'ile de Seleyar.

## Description
Le tarsier spectre mesure 12 cm et a une queue de 24 cm de long. La femelle pèse 110 g et le mâle 120 g. C'est un animal nocturne et ses sens se sont développés pour cet environnement : il a une excellente vue et une ouïe très fine. Pour quelques auteurs, il est le mammifère avec les plus grands yeux par rapport à sa taille. Du fait de la taille de ses yeux, ceux-ci sont fixes et orientés de face et l'animal est obligé de tourner la tête pour voir latéralement.

## Écologie
Le tarsier spectre se nourrit exclusivement d'insectes, et communique avec ses congénères par des cris très aigus.

## Phylogénie
Phylogénie des infra-ordres actuels de primates, d'après Perelman et al. (2011) :
|  | Simiiformes (singes)    |
|  |                         |
|  | Tarsiiformes (tarsiers) |
|  |                         |

|  | Lorisiformes (loris, galagos…)                                                          |
|  |                                                                                         |
|  | \| \| Chiromyiformes (l'aye-aye) \| \| \| \| \| \| Lemuriformes (lémuriens) \| \| \| \| |
|  |                                                                                         |
|  | Chiromyiformes (l'aye-aye)                                                              |
|  |                                                                                         |
|  | Lemuriformes (lémuriens)                                                                |
|  |                                                                                         |

|  | Chiromyiformes (l'aye-aye) |
|  |                            |
|  | Lemuriformes (lémuriens)   |
|  |                            |

|  | Simiiformes (singes)    |
|  |                         |
|  | Tarsiiformes (tarsiers) |
|  |                         |

|  | Lorisiformes (loris, galagos…)                                                          |
|  |                                                                                         |
|  | \| \| Chiromyiformes (l'aye-aye) \| \| \| \| \| \| Lemuriformes (lémuriens) \| \| \| \| |
|  |                                                                                         |
|  | Chiromyiformes (l'aye-aye)                                                              |
|  |                                                                                         |
|  | Lemuriformes (lémuriens)                                                                |
|  |                                                                                         |

|  | Chiromyiformes (l'aye-aye) |
|  |                            |
|  | Lemuriformes (lémuriens)   |
|  |                            |